# Andreas Wittwer
Andres Wittwer (5 oktober 1990) is een Zwitsers voetballer (verdediger) die sinds 2008 voor de Zwitserse eersteklasser FC Thun uitkomt. 